# You Don't Care About Us
Singles de Placebo
Pure Morning Every You Every Me
You Don't Care About Us est une chanson du groupe de rock Placebo. C'est la troisième piste de l'album Without You I'm Nothing.
Deuxième single de l'album, il sort le 28 septembre 1998.
C'est sans doute, du moins en ce qui concerne la version studio, l'une des chansons les plus pop que Placebo ait écrite. Une fois de plus dans le registre romantique, elle parle de la propension de certains couples à s'auto-détruire. 
D'après ce qu'en dit Brian Molko, « You Don’t Care About Us m’est adressée, elle a été écrite du point de vue de quelqu’un avec qui j’avais une relation sentimentale. [...] J'ai tendance à imaginer la fin d'une relation avant que quoi que ce soit n'ait vraiment commencé. [...] Je suis un auteur plutôt incompris : les gens pensent que je m'insurge contre d'autres mais toute cette haine est en fait dirigée contre moi. ».

## Liste des titres du single
- Liste des titres, CD1

1. You Don't Care About Us
2. 20th Century Boy
3. Ion

- Liste des titres, CD2

1. You Don't Care About Us
2. Pure Morning - Les Rythmes mix
3. Pure Morning - Howie B mix